# Restionaceae
Die Restionaceae sind eine Pflanzenfamilie in der Ordnung der Süßgrasartigen (Poales). Die Familie der Restionaceae besitzt ein disjunktes Areal auf der Südhalbkugel. Einige Arten werden im Tropengürtel als Zierpflanzen in Parks und Gärten verwendet.

## Beschreibung und Ökologie

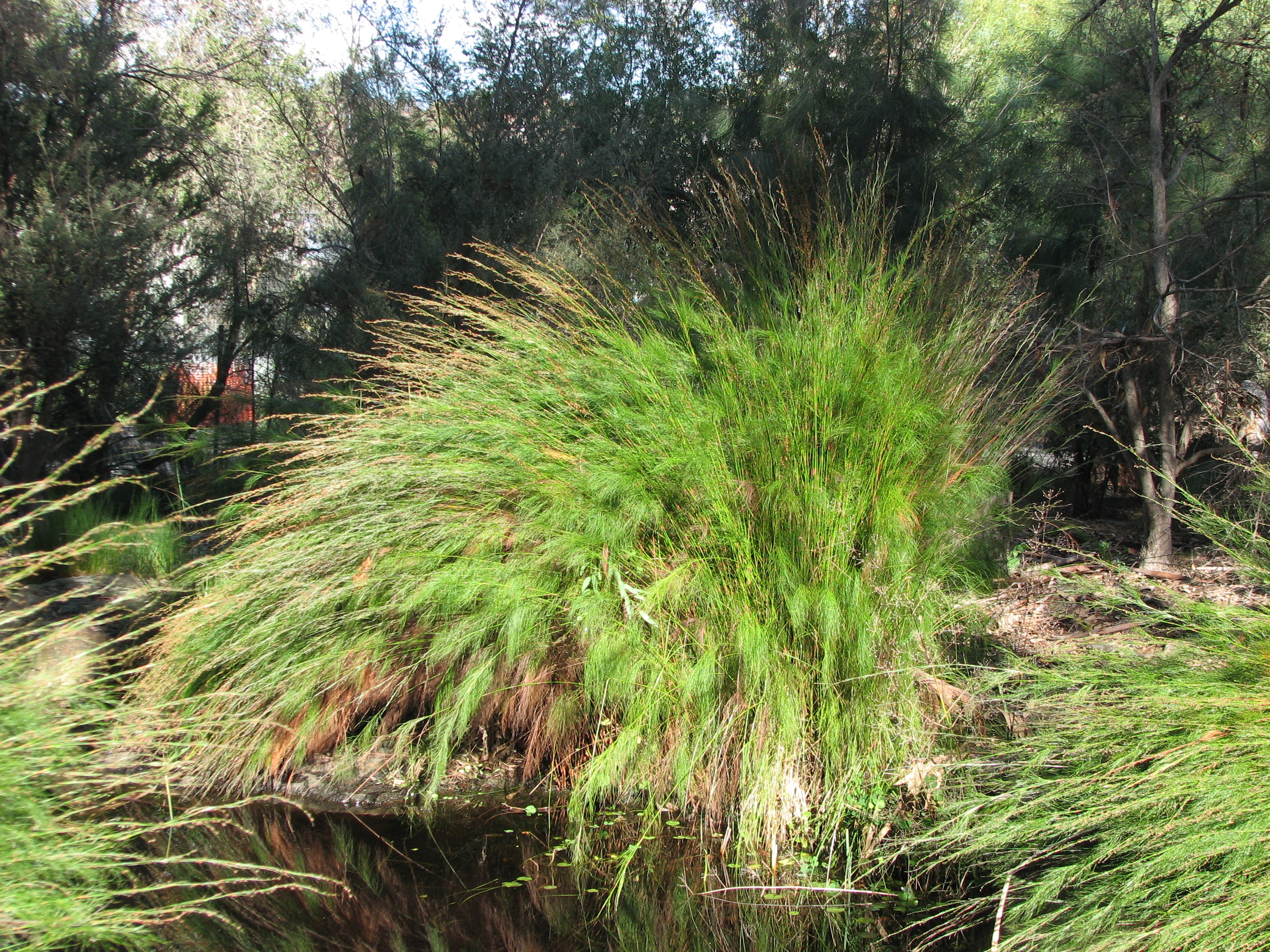
Habitus von Baloskion tetraphyllum

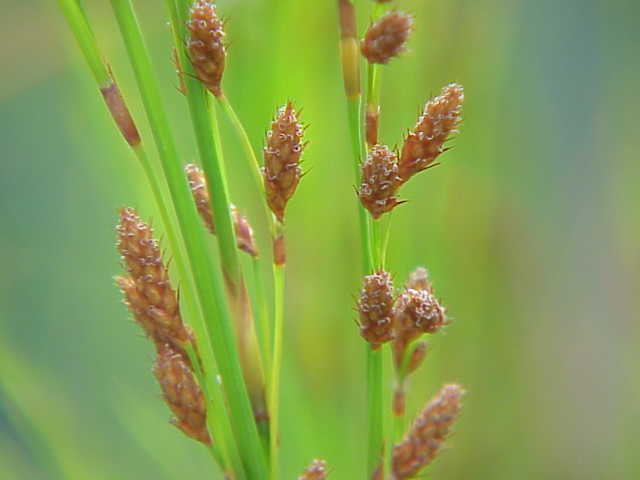
Blütenstände von Baloskion tetraphyllum

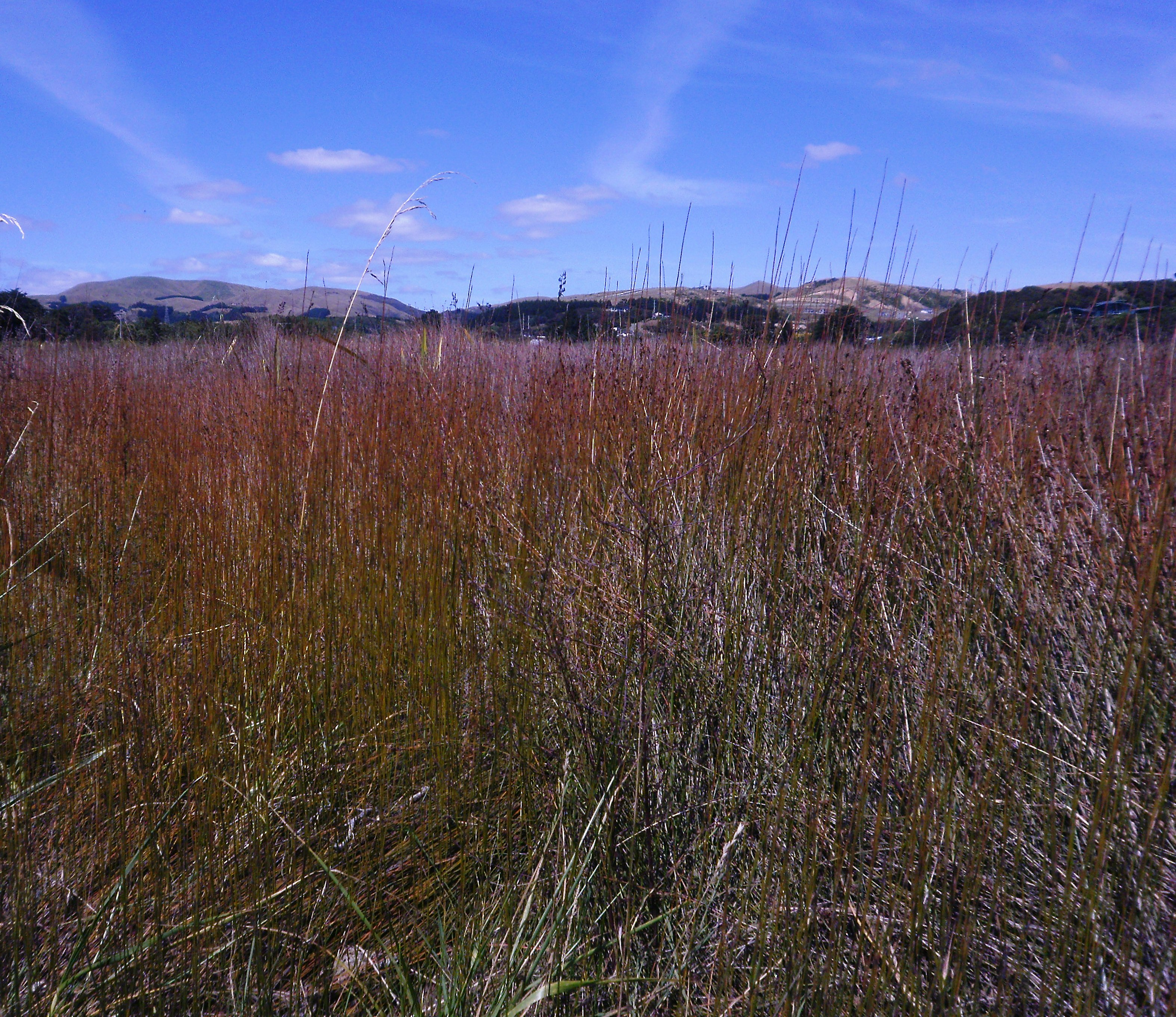
Habitus von Apodasmia similis im Habitat

Es sind ausdauernde krautige Pflanzen mit grasähnlichen Wuchs; einige Arten sind immergrün. Sie bilden meistens Rhizome. Einige Arten sind xeromorph. Die Photosynthese wird oft im Stängel durchgeführt, da die Blätter oft stark reduziert sind. Die Halme sind oft durch in Nodien und Internodien gegliedert (wie bei den Süßgräsern). Die Laubblätter sind wechselständig.
Die meisten Taxa sind zweihäusig getrenntgeschlechtig (diözisch), selten monözisch. Die männlichen und weiblichen Blütenstände sehen oft verschieden aus. Die kleinen, meist eingeschlechtigen, selten zwittrigen Blüten sind dreizählig und radiärsymmetrisch bis schwach zygomorph. Es gibt ein oder meistens zwei Kreise mit je Blütenhüllblättern, also drei oder sechs. Pro Blüte können ein, oder zwei oder drei Staubblätter vorhanden sein. In den weiblichen Blüten sind manchmal Staminodien vorhanden. Pro weiblicher oder zwittriger Blüte gibt es meistens drei oder seltener ein Fruchtblatt/blätter.
Es werden Kapselfrüchte oder Nüsse gebildet.
Die Früchte vieler Arten keimen meist nur nach einem Buschfeuer aus, wobei der eigentliche Auslöser (Rauch oder Asche) nicht bekannt ist. Auch ist die Keimrate trotz passender Umweltverhältnisse oftmals eher gering, sodass sich eine Zucht teilweise als schwierig erweist.

## Systematik und Verbreitung
Die Familie Restionaceae wurde 1810 durch Robert Brown in Prodromus Florae Novae Hollandiae, S. 243 aufgestellt. Typusgattung ist Restio Rottb. Der botanische Gattungsname Restio ist vom lateinischen Wort restis für Seil abgeleitet, dies ist ein Verweis auf die ursprüngliche Verwendung einiger Arten, deren Fasern zur Herstellung von Seilen und Stricken verwendet wurden. Die Restionaceae werden daher auch selten mit dem deutschen Trivialnamen Seilgrasgewächse bezeichnet.
Synonyme für Restionaceae R.Br. sind: Ecdeiocoleaceae D.F.Cutler & Airy Shaw, Anarthriaceae D.F.Cutler & Airy Shaw. Seit R. F. Thorne und J. L. Reveal 2007 gehören Taxa der ehemaligen Familie der Elegiaceae Raf. heute zu den Restionaceae.
Die Familie der Restionaceae besitzt ein disjunktes Areal auf der Südhalbkugel, das weitgehend dem Urkontinent Gondwana entspricht. Die ältesten Pollenfunde der Familie stammen aus der Oberkreide.
In Südafrika und Australien nehmen die Restionaceae in der natürlichen Vegetation die ökologischen Nischen der Süßgräser (Poaceae), Binsengewächse (Juncaceae) und Riedgrasgewächse (Cyperaceae) ein. Nach der Besiedlung durch die Europäer wurden sie von diesen Pflanzengruppen bewusst (zum Beispiel um Weideflächen zu schaffen) oder unabsichtlich teilweise verdrängt. Die ursprüngliche Heimat der Taxa der Restionaceae sind die tropischen und subtropischen Gebiete, oder selten die warm gemäßigten Gebiete, im südlichen Afrika, auf Madagaskar, Australien, Tasmanien, Neuseeland, in Südostasien, Neuguinea, und im südlichen Südamerika (nur eine Art: Apodasmia chilensis). Als ausgestorben gilt Elegia fastigiata Mast., eine endemische Art der Kapflora (Südafrika).
Zur Familie der Restionaceae gehören 40 bis 58 Gattungen mit 400 bis 590 Arten (Abhängig davon ob bei einzelnen Autoren Gattungen in andere Familien ausgegliedert werden):

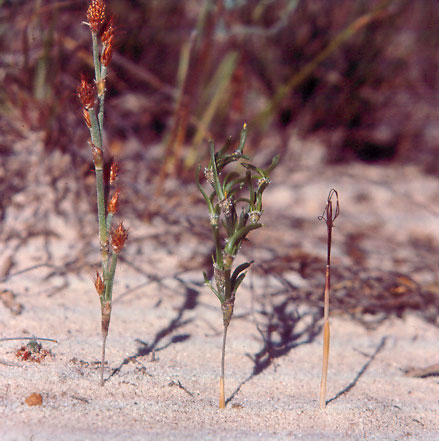
Weibliche und männliche Alexgeorgea spec.

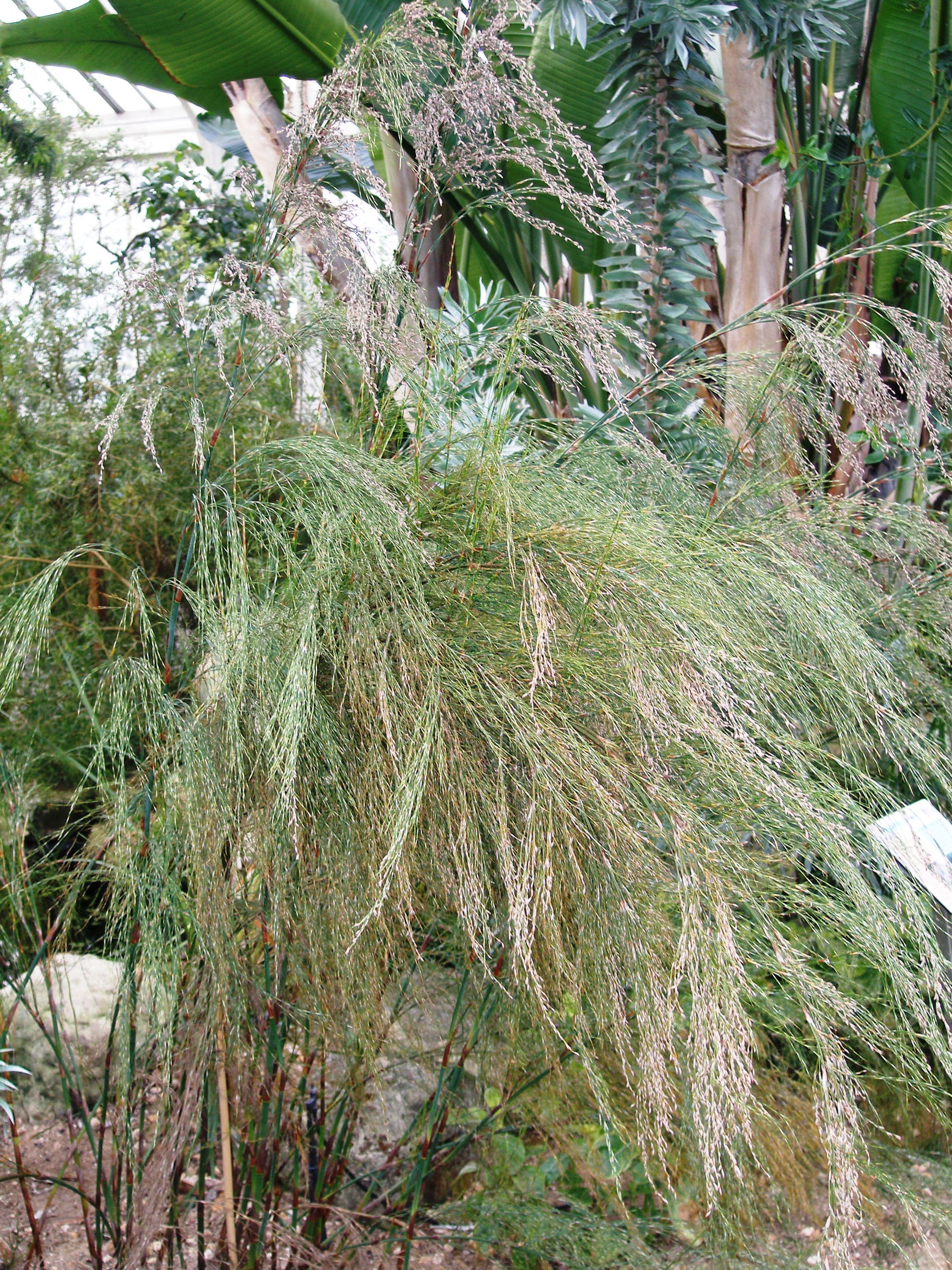
Habitus von Calopsis paniculata

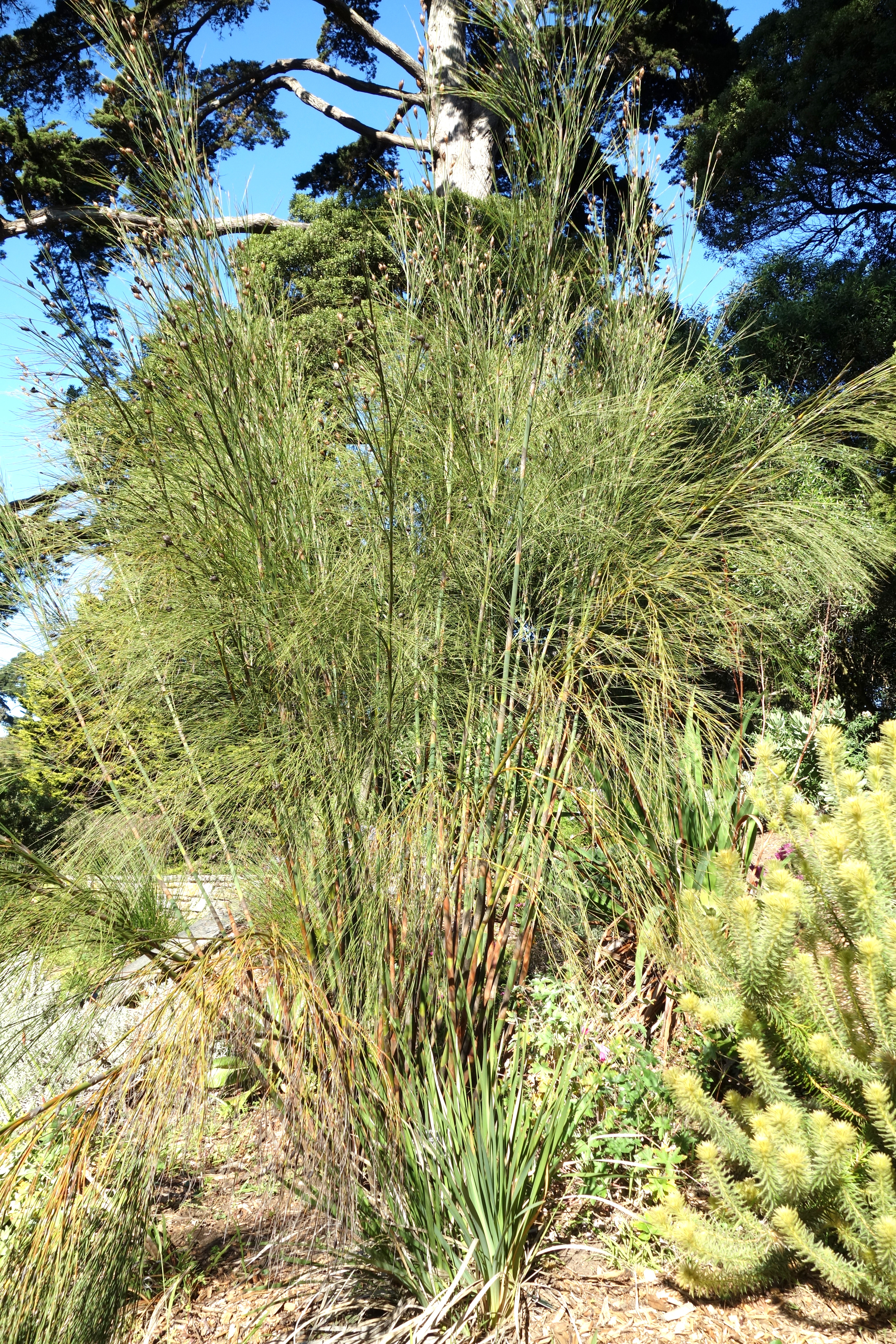
Habitus von Cannomois virgata

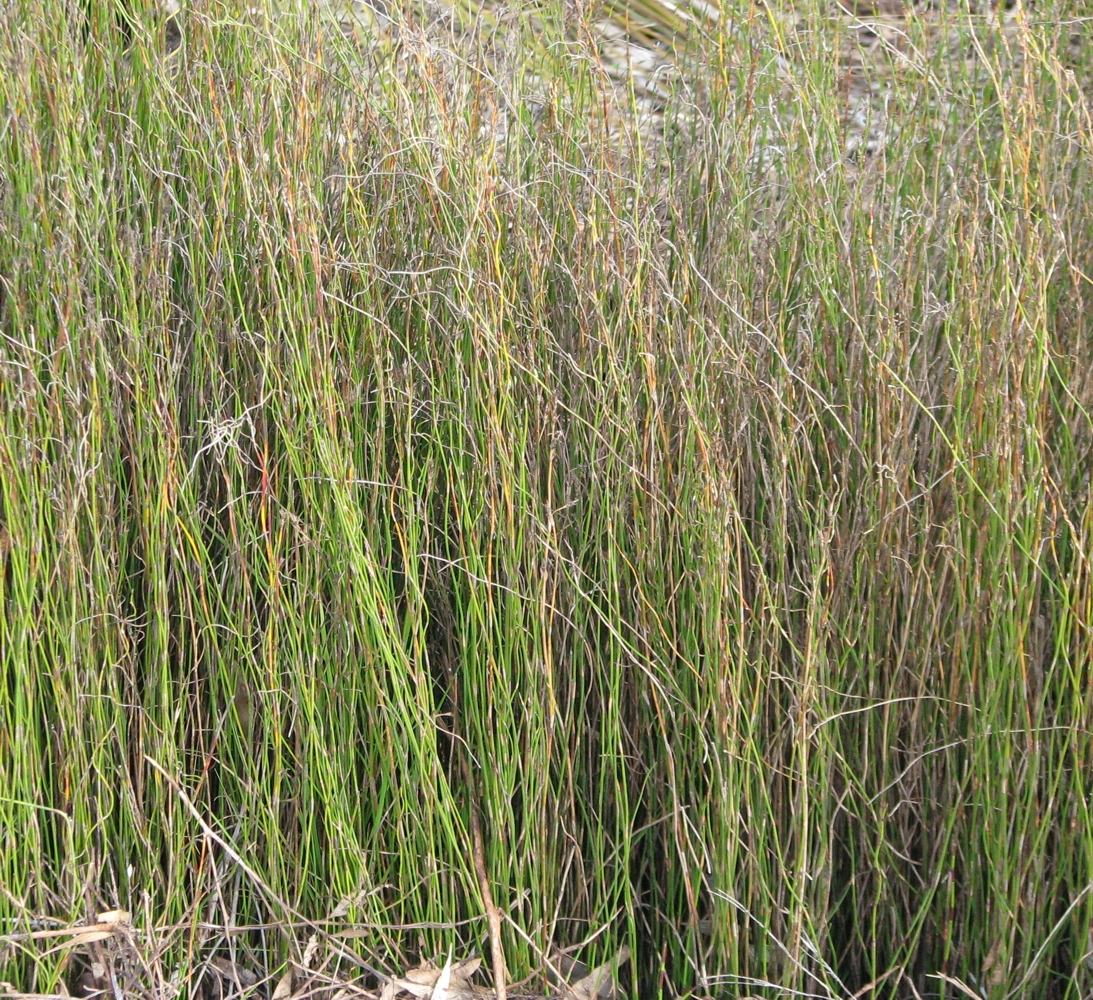
Habitus von Lepyrodia muelleri

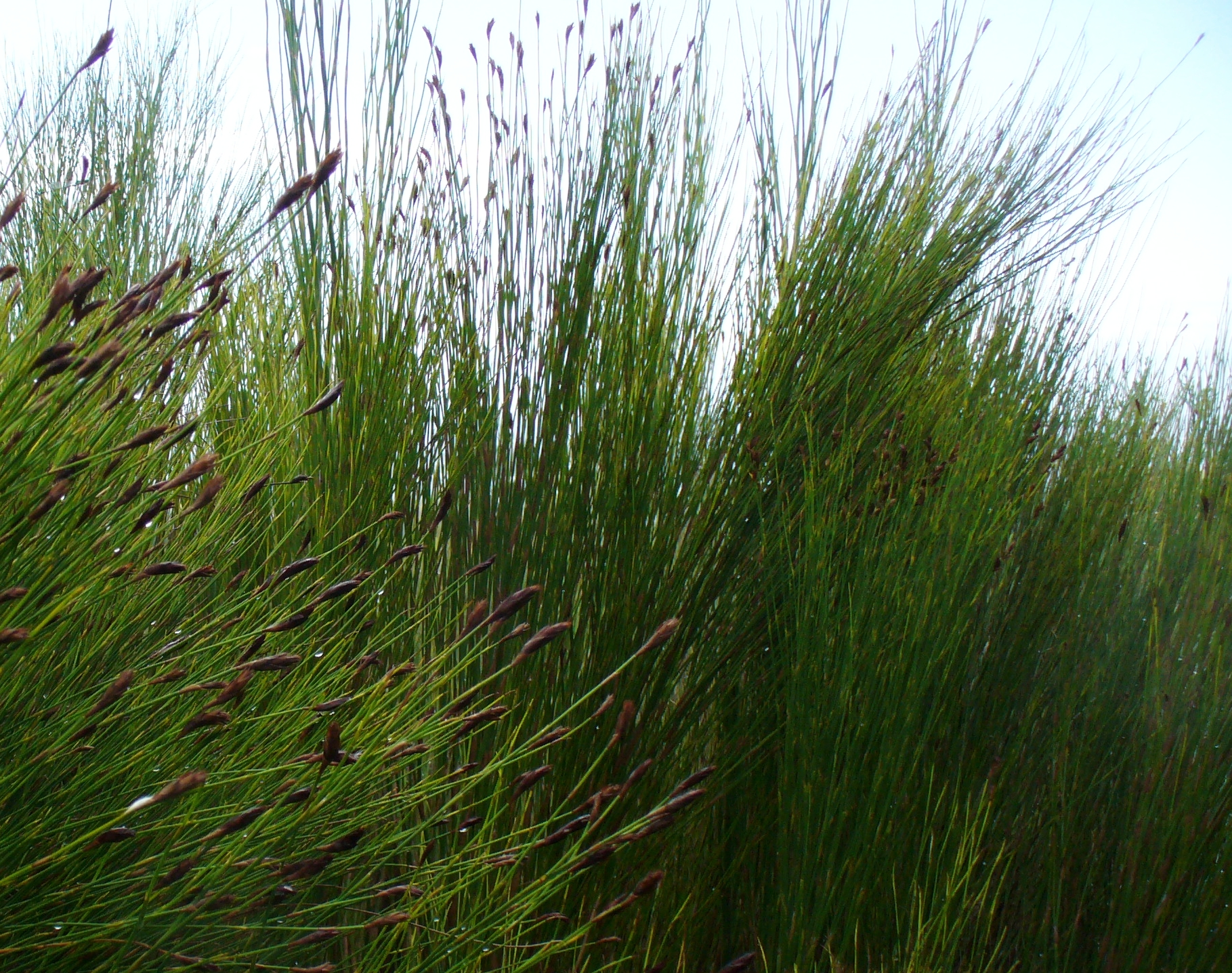
Habitus von Platycaulos callistachyus

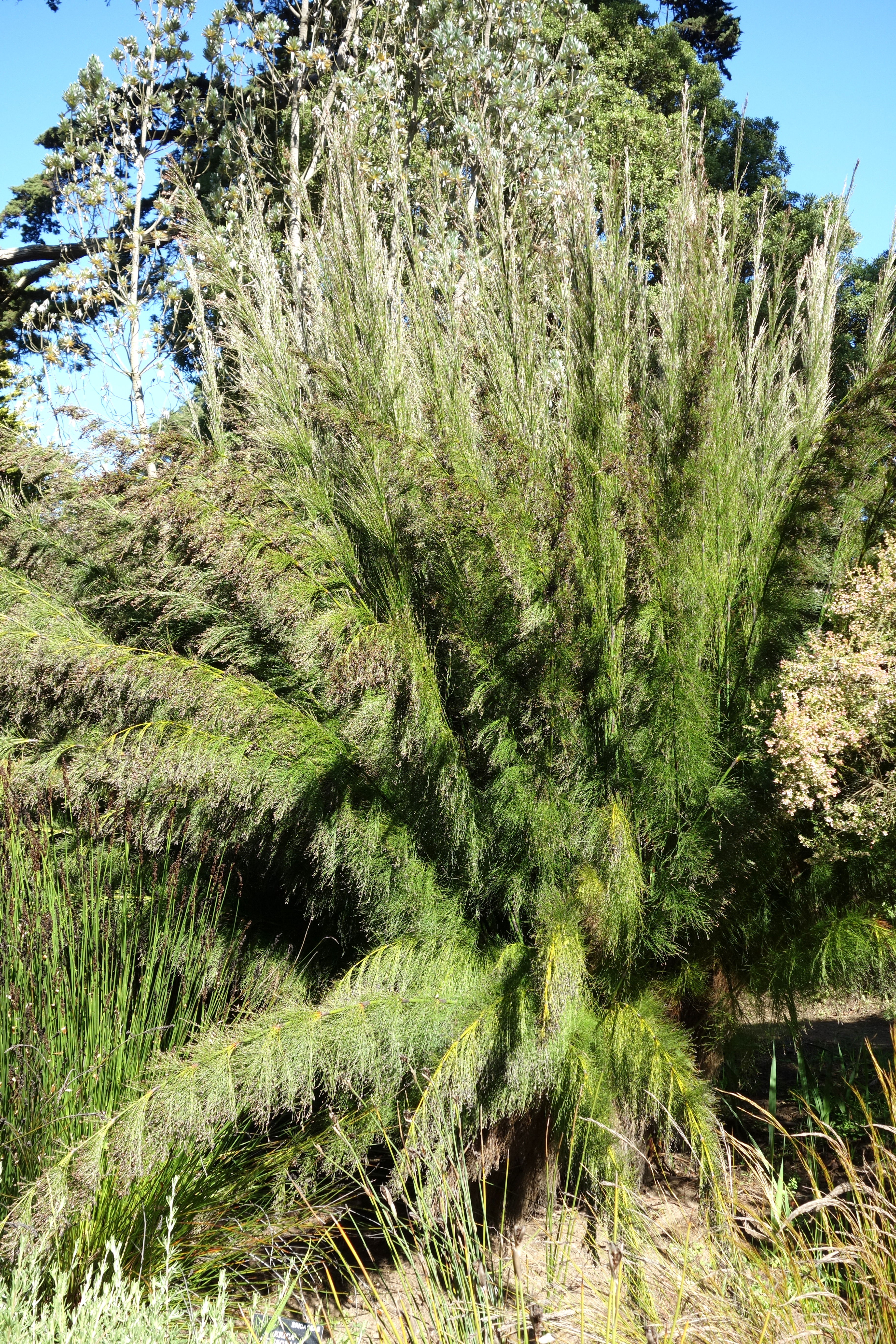
Habitus von Rhodocoma capensis

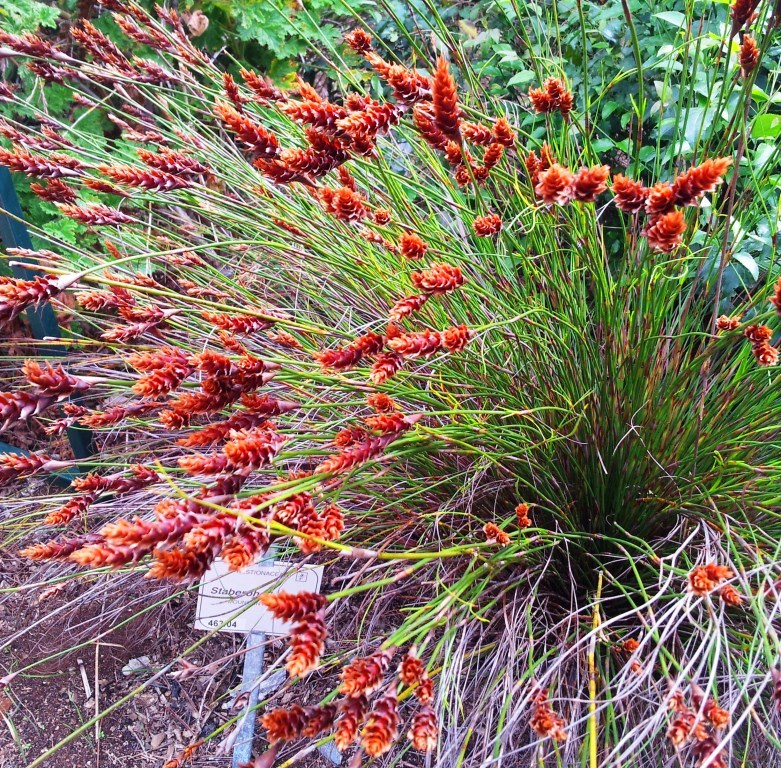
Habitus von Staberoha banksii

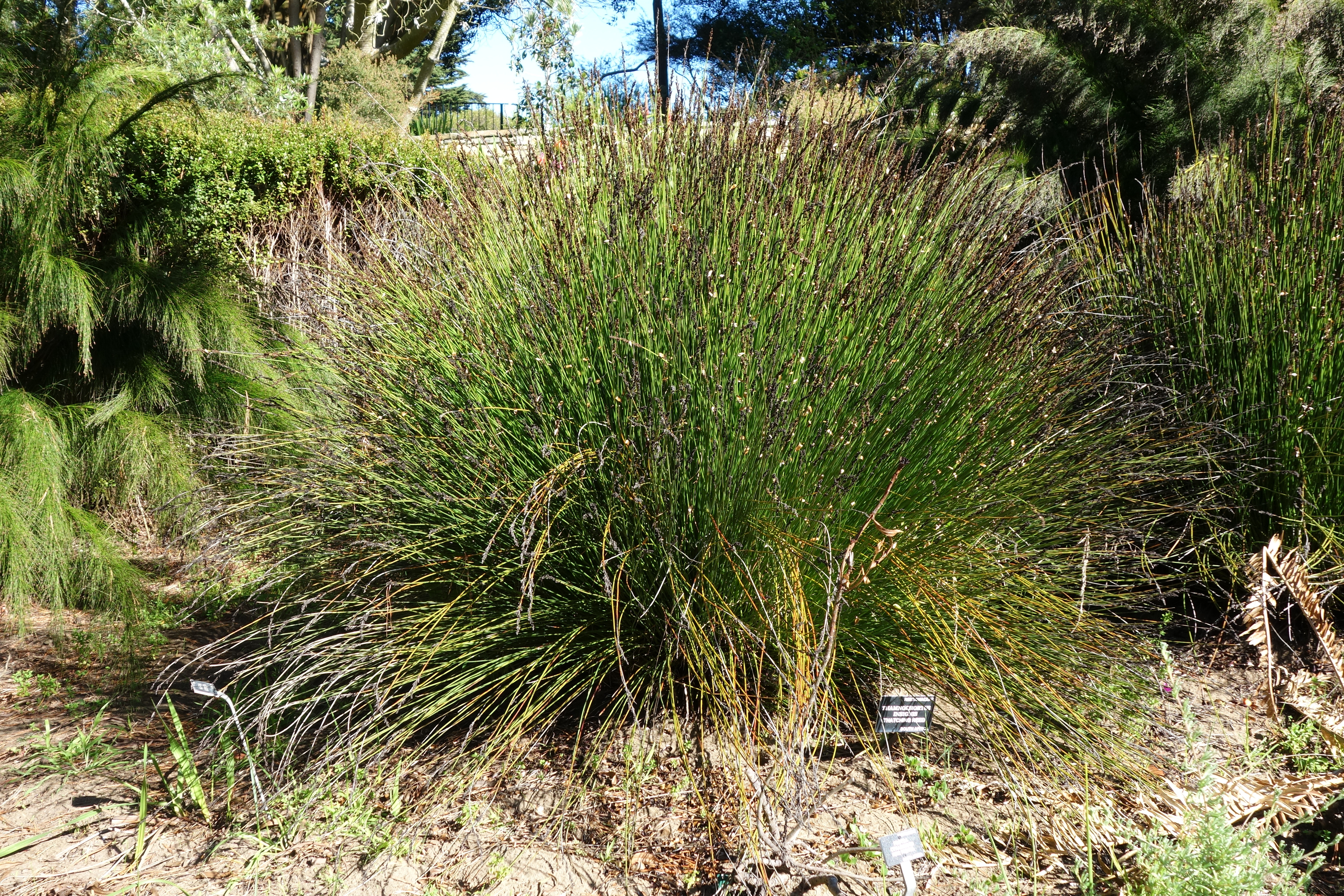
Habitus von Thamnochortus insignis

- Alexgeorgea Carlquist: Die etwa drei Arten kommen nur im australischen Bundesstaat Western Australia vor.[2]
- Anthochortus Nees (Syn.: Antochortus Nees orth. var., Phyllocomos Mast.): Von den etwa sieben Arten kommen sechs nur in der südafrikanischen Provinz Westkap und eine auch im Ostkap vor.[6]
- Apodasmia B.G.Briggs & L.A.S.Johnson: Von den etwa vier Arten kommen zwei in Australien[2], eine in Neuseeland und eine im südlichen Chile vor.[5]
- Askidiosperma Steud.: Die etwa zwölf Arten kommen nur in der südafrikanischen Provinz Westkap vor.[7]
- Baloskion Raf.: Die etwa acht Arten in Australien in South Australia, Queensland, New South Wales, Australian Capital Territory, Victoria sowie Tasmanien verbreitet.
- Calorophus Labill. (Syn.: Calostrophus F.Muell. orth. var.): Die nur zwei Arten kommen beide in Tasmanien und eine auch in Victoria vor.[2]
- Cannomois P.Beauv. ex Desv. (Syn.: Cucullifera Nees, Mesanthus Nees): Die seit 2011 etwa 13 Arten kommen in Südafrika alle im Westkap vor und wenige auch im Ost- sowie Nordkap.[8]
- Catacolea B.G.Briggs & L.A.S.Johnson: Sie enthält nur eine Art:
  - Catacolea enodis B.G.Briggs & L.A.S.Johnson: Sie kommt nur im australischen Bundesstaat Western Australia vor.[2]
- Ceratocaryum Nees: Die etwa acht Arten kommen nur in der südafrikanischen Provinz Westkap vor.[9]
- Chaetanthus R.Br. (Syn.: Prionosepalum Steud., Chaelanthus Poir. orth. var.): Die etwa drei Arten kommen nur im australischen Bundesstaat Western Australia vor.[2]
- Chordifex B.G.Briggs & L.A.S.Johnson (Syn.: Acion B.G.Briggs & L.A.S.Johnson, Guringalia B.G.Briggs & L.A.S.Johnson, Saropsis B.G.Briggs & L.A.S.Johnson): Die etwa 21 Arten sind im südwestlichen Australien (Western Australia, Queensland, New South Wales) und Tasmanien verbreitet.[2]
- Coleocarya S.T.Blake: Sie enthält nur eine Art:
  - Coleocarya gracilis S.T.Blake: Sie kommt in australischen Bundesstaaten Queensland sowie New South Wales vor.[2]
- Cytogonidium B.G.Briggs & L.A.S.Johnson: Sie enthält nur eine Art:
  - Cytogonidium leptocarpoides (Benth.) B.G.Briggs & L.A.S.Johnson: Sie kommt nur im australischen Bundesstaat Western Australia vor.[2]
- Dapsilanthus B.G.Briggs & L.A.S.Johnson: Die etwa vier Arten sind in Australien (Northern Territory, Queensland[2]), Neuguinea, Malaysia, Kambodscha, Thailand, Vietnam und Hainan verbreitet.[5]
- Desmocladus Nees: Die etwa 15 Arten kommen nur in den australischen Bundesstaaten in South Australia sowie Western Australia vor.[2] (Nach B. G. Briggs: Desmocladus (Restionaceae) enlarged to include the Western Australian genera Harperia, Kulinia and Onychosepalum. In: Telopea, Volume 17, 2014, S. 32 gehören auch die Arten der Gattungen Harperia, Kulinia, Onychosepalum in die Gattung Desmocladus)
- Dielsia Gilg: Sie enthält nur eine Art:
  - Dielsia stenostachya (W.Fitzg.) B.G.Briggs & L.A.S.Johnson (Syn.: Dielsia cygnorum Gilg nom. illeg.): Sie kommt nur im australischen Bundesstaat Western Australia vor.[2]
- Elegia L. (Syn.: Chondropetalum Rottb., Dovea Kunth, Lamprocaulos Mast.): Die etwa 35 Arten sind in Südafrika verbreitet und hauptsächlich Florenelemente der Capensis.
- Empodisma L.A.S.Johnson & D.F.Cutler: Von den nur drei Arten kommt eine nur in Western Australia, eine nur auf neuseeländischen Nordinsel und eine in Australien sowie Neuseeland vor.[5][2]
- Eurychorda B.G.Briggs & L.A.S.Johnson: Sie enthält nur eine Art:
  - Eurychorda complanata (R.Br.) B.G.Briggs & L.A.S.Johnson: Sie ist in australischen Bundesstaaten South Australia, Queensland, New South Wales, Victoria sowie Tasmanien verbreitet.[2]
- Harperia W.Fitzg.: Die etwa drei Arten kommen nur in Western Australia vor.[2] (Nach B. G. Briggs: Desmocladus (Restionaceae) enlarged to include the Western Australian genera Harperia, Kulinia and Onychosepalum. In: Telopea, Volume 17, 2014, S. 32 gehören auch die Arten der Gattungen Harperia, Kulinia, Onychosepalum in die Gattung Desmocladus)
- Hydrophilus H.P.Linder: Sie enthält nur eine Art:[10]
  - Hydrophilus rattrayi (Pillans) H.P.Linder: Sie ist ein Florenelement der Capensis kommt in den südafrikanischen Provinzen West- sowie Ostkap vor.
- Hypodiscus Nees (Syn.: Boeckhia Kunth, Lepidanthus Nees, Leucoploeus Nees): Die etwa 15 Arten sind alle Florenelemente der Capensis, zwei Arten kommen auch etwas nördlich davon im Namaqualand vor, und sie sind in den südafrikanischen Provinzen West-, Ost- sowie Nordkap verbreitet.[11]
- Hypolaena R.Br.: Die etwa acht Arten sind in australischen Bundesstaaten Western Australia, South Australia, Queensland, New South Wales, Victoria sowie Tasmanien verbreitet.[2]
- Kulinia B.G.Briggs & L.A.S.Johnson: Sie enthält nur eine Art:
  - Kulinia eludens B.G.Briggs & L.A.S.Johnson: Sie kommt nur in Western Australia vor.[2] (Nach B. G. Briggs: Desmocladus (Restionaceae) enlarged to include the Western Australian genera Harperia, Kulinia and Onychosepalum. In: Telopea, Volume 17, 2014, S. 32 gehören auch die Arten der Gattungen Harperia, Kulinia, Onychosepalum in die Gattung Desmocladus)
- Lepidobolus Nees: Die etwa acht Arten sind in australischen Bundesstaaten Western Australia, South Australia, Victoria verbreitet, davon kommen sieben in Western Australia vor.[2]
- Leptocarpus R.Br. (Syn.: Schoenodum Labill.): Die nur drei Arten sind in australischen Bundesstaaten Western Australia, South Australia, Queensland, New South Wales, Victoria sowie Tasmanien verbreitet.[2] Nach B. G. Briggs: Leptocarpus (Restionaceae) enlarged to included Meeboldina and Stenotalis, with new Western Australian species and subgenera. In: Telopea, Volume 16, 2014, S. 22 gehören die Arten der Gattungen Meeboldina sowie Stenotalis in die Gattung Leptocarpus.
- Lepyrodia R.Br.: Die etwa 22 Arten sind in australischen Bundesstaaten Western Australia, South Australia, Queensland, New South Wales, Victoria sowie Tasmanien verbreitet.[2]
- Loxocarya R.Br. (Syn.: Megalotheca F.Muell.): Die etwa fünf Arten kommen nur in Western Australia vor.[2]
- Mastersiella Gilg-Ben.: Die nur drei Arten sind Florenelemente der Capensis und kommen in den südafrikanischen Provinzen West- sowie Ostkap vor.[12]
- Meeboldina Suess.: Die etwa fünf Arten kommen nur in Western Australia vor.[2] Nach B. G. Briggs: Leptocarpus (Restionaceae) enlarged to included Meeboldina and Stenotalis, with new Western Australian species and subgenera. In: Telopea, Volume 16, 2014, S. 22 gehören die Arten der Gattungen Meeboldina sowie Stenotalis in die Gattung Leptocarpus.
- Melanostachya B.G.Briggs & L.A.S.Johnson: Sie enthält nur eine Art:
  - Melanostachya ustulata (F.Muell. ex Ewart & Sharman) B.G.Briggs & L.A.S.Johnson: Sie kommt nur in Western Australia vor.[2]
- Nevillea Esterh. & H.P.Linder: Die etwa drei Arten sind Florenelemente der Capensis und kommen nur in der südafrikanisch Provinz Westkap vor.[13]
- Onychosepalum Steud.: Die etwa drei Arten kommen nur in Western Australia vor.[2] (Nach B. G. Briggs: Desmocladus (Restionaceae) enlarged to include the Western Australian genera Harperia, Kulinia and Onychosepalum. In: Telopea, Volume 17, 2014, S. 32 gehören auch die Arten der Gattungen Harperia, Kulinia, Onychosepalum in die Gattung Desmocladus)
- Platycaulos H.P.Linder: Die etwa neun Arten sind Florenelemente der Capensis und kommen in den südafrikanischen Provinzen Ost- sowie Westkap vor; eine Art reicht auch bis KwaZulu-Natal.[14]
- Platychorda B.G.Briggs & L.A.S.Johnson: Die nur zwei Arten kommen nur in Western Australia vor.[2]
- Restio Rottb. (Syn.: Calopsis P.Beauv. ex Desv., Craspedolepis Steud., Ischyrolepis Steud., Leiena Raf.): Die etwa 160 Arten sind im südlichen Afrika verbreitet[5] und eine Art kommt nur in Madagaskar vor.
- Rhodocoma Nees: Die etwa acht Arten sind Florenelemente der Capensis und kommen in den südafrikanischen Provinzen Ost- sowie Westkap vor; eine Art reicht auch bis KwaZulu-Natal.[15]
- Sporadanthus F.Muell.: Von den etwa sieben Arten kommen vier im südlichen sowie östlichen Australien, eine nur in Tasmanien und zwei nur auf der Nordinsel Neuseelands vor.[5]
- Staberoha Kunth: Die etwa neun Arten sind Florenelemente der Capensis und kommen nur in der südafrikanischen Provinz Westkap vor.[16]
- Stenotalis B.G.Briggs & L.A.S.Johnson: Sie enthält nur eine Art:
  - Stenotalis ramosissima (Gilg) B.G.Briggs & L.A.S.Johnson: Sie kommt nur in Western Australia vor.[2] Nach B. G. Briggs: Leptocarpus (Restionaceae) enlarged to included Meeboldina and Stenotalis, with new Western Australian species and subgenera. In: Telopea, Volume 16, 2014, S. 22 gehören die Arten der Gattungen Meeboldina sowie Stenotalis in die Gattung Leptocarpus.
- Taraxis B.G.Briggs & L.A.S.Johnson: Sie enthält nur eine Art:
  - Taraxis grossa B.G.Briggs & L.A.S.Johnson: Sie kommt nur in Western Australia vor.[2]
- Thamnochortus P.J.Bergius: Die etwa 33 Arten sind Florenelemente der Capensis und kommen alle in der südafrikanischen Provinz Westkap vor; wenige Arten kommen auch im Ost- sowie Nordkap vor.[17]
- Tremulina B.G.Briggs & L.A.S.Johnson: Die nur zwei Arten kommen nur in Western Australia vor.[2]
- Tyrbastes B.G.Briggs & L.A.S.Johnson: Sie enthält nur eine Art:
  - Tyrbastes glaucescens B.G.Briggs & L.A.S.Johnson: Sie kommt nur in Western Australia vor.[2]
- Willdenowia Thunb. (Syn.: Willdenovia Thunb. orth. var., Nematanthus Nees, Spirostylis Nees ex Mast.): Die etwa zwölf Arten sind alle Florenelemente der Capensis und kommen alle in der südafrikanischen Provinz Westkap vor; wenige Arten kommen auch im Ost- sowie Nordkap vor; zwei Arten gedeihen auch außerhalb der Capensis im Namaqualand.[18]
- Winifredia L.A.S.Johnson & B.G.Briggs: Sie enthält nur eine Art:
  - Winifredia sola L.A.S.Johnson & B.G.Briggs: Sie kommt nur in Tasmanien vor.[2]